# Lijst van Nederlandse en Vlaamse componisten
Dit is een lijst van Nederlandse en Vlaamse componisten over wie een artikel is opgenomen in de encyclopedie.

## A
- Michel van der Aa
- Theo Abazis
- Pierre Abbink Spaink
- Peter Adriaansz
- Emanuel Adriaenssen
- Johan Adriaenssen
- Peter Aerts
- Alexander Agricola
- Rudolf Agricola
- Henrico Albicastro
- Henk Alkema
- Robert Allmend
- Flor Alpaerts

- Maarten Altena
- Jos van Amelsvoort
- Jan van Amerongen
- Gerard Ammerlaan
- Caecilia Andriessen
- Cornelis Andriessen
- Hendrik Andriessen
- Jurriaan Andriessen
- Louis Andriessen
- Nico H. Andriessen
- Willem Andriessen
- Dimitris Andrikopoulos

- Peter van Anrooy
- Caroline Ansink
- Dina Appeldoorn
- Bert Appermont
- Arie den Arend
- Rob Ares
- Kees Arntzen
- Joseph Ascher
- Benjamin Ashkenazy
- Hans Asselbergs
- Gerard Atema
- Richard Ayres
- Svitlana Azarova

## B
- Kees van Baaren
- Marcel Baars
- Henk Badings
- Stephan Baekers
- Ignace Baert
- Jacques Bank
- Harry Bannink
- René Barbier
- Luc Bataillie
- Bernard Bartelink
- Johannes Gijsbertus Bastiaans
- Hortense de Beauharnais
- Arsène Becuwe
- Jan van Beekum
- Jacques Beers
- Constantin Bender
- Jean-Valentin Bender
- Peter Benoit
- Gilius van Bergeijk
- Caroline Berkenbosch
- Bart Berman
- René Bernier
- Jean-Luc Bertel
- Jan George Bertelman
- Adrianus Marinus van Beuge
- Bernard van Beurden
- Joep Beving
- Friedrich H.E. Bicknese

- Léon Biessen
- Theo van der Bijl
- Kurt Bikkembergs
- Gilles Binchois
- Petrus Bernardus Bisselink
- Quirinus van Blankenburg
- August De Boeck
- Gerard Boedijn
- Kees Boeke
- Meindert Boekel
- Eduard de Boer
- Jan Boerman
- Rob du Bois
- Maarten Bon
- Willem Frederik Bon
- Cornelis de Bondt
- Maurice Bonnaerens
- Adriaan Bonsel
- Jo van den Booren
- Johanna Bordewijk-Roepman
- Ruud Bos
- Cornelis Boscoop
- Jim ten Boske
- Henriëtte Bosmans

- Jan Bosveld
- Josse Boutmy
- Johannes van Bree
- Hugo Boy
- Cornelis Alijander Brandts Buys
- Henri François Robert Brandts Buys
- Jan Brandts Buys
- Ludwig Felix Brandts Buys
- Johannes van Bree
- Gaston Brenta
- Willem Breuker
- Luc Brewaeys
- Herman Broekhuizen
- Dirk Brossé
- Gerard von Brucken Fock
- Theo Bruins
- Ton Bruynèl
- Boudewijn Buckinx
- Gert D. Buitenhuis
- Wilbert Bulsink
- Benedictus Buns
- John van Buren
- Simon Burgers
- Valéry Bury
- Pieter Bustijn

## C
- Peter Cabus
- Joseph Callaerts
- Cecilia Callebert
- Roland Cardon
- Frits Celis

- Johannes Ciconia
- Jan Coeck
- Frans Coenen
- C.J.N. Cori
- Peeter Cornet

- Roland Coryn
- Gerardus Coumans
- Pierre Courbois
- Anna Cramer
- Alain Crépin

## D
- Francis de Bourguignon
- Emiel De Cloedt
- Rita Defoort
- Arthur De Greef
- Gheerkin de Hondt
- Théo De Joncker
- Jaap Dekker
- Lex van Delden
- Michiel van Delft
- Marc van Delft
- Gustaaf de Pauw
- Guido De Ranter
- Karel De Schrijver

- Patrick van Deurzen
- Frédéric Devreese
- Karel De Wolf
- Jos D'hollander
- Alphons Diepenbrock
- Bernard van Dieren
- Karel van Dijck
- Ad van Dijk
- Jan van Dijk
- Mathieu Dijker
- Loek Dikker
- Oscar van Dillen
- Selim Doğru

- Jakob van Domselaer
- Cornelis Dopper
- Sem Dresden
- Guillaume Dufay
- Guy Duijck
- François Dunkler jr.
- François Dunkler sr.
- Johannes Franciscus Dupont
- Emmanuel Durlet
- Willem Duyn
- Martin van Duynhoven
- Lowell Dykstra

## E
- Nedly Elstak
- Adriaan Engels
- Rudolf Escher

- Theo Ettema
- Theodor Evertz
- Jacob van Eyck

- Ernest van der Eyken
- Ann Eysermans

## F
- Michael Fahres
- Gérard Favere
- Gaston Feremans
- Willem de Fesch
- Franciscus Florius

- Marius Flothuis
- Hendrik Focking
- Carolus Antonius Fodor
- Georges Follman
- Jacqueline Fontyn

- Ron Ford
- Benoît Franssen
- Joep Franssens
- Géza Frid
- Charles Frison

## G
- Louis Gasia
- Jaap Geraedts
- Lucien Gekiere
- François-Auguste Gevaert
- Jan van Gilse
- Paul Gilson
- Frede Gines

- François Glorieux
- Hugo Godron
- Karel Goeyvaerts
- Rob Goorhuis
- François-Joseph Gossec
- Christiaan Ernst Graaf (of Christian Ernst Graf)
- Koos van de Griend

- Albertus Groneman
- Cor de Groot
- Hugo de Groot
- Rokus de Groot
- Robert Groslot
- Jean-Pierre Guiran
- Max Guillaume

## H
- Jacob de Haan
- Jan de Haan
- Jurre Haanstra
- Polo de Haas
- Carel Hacquart
- Jan Hadermann
- Jeff Hamburg
- Micha Hamel
- Adrianus Petrus Hamers
- Jack Harvey
- Willy Hautvast
- Pierre van Hauwe

- Rocco Havelaar
- Arthur Heldenberg
- Pieter Hellendaal
- Oscar van Hemel
- Wim Henderickx
- Gerard Hengeveld
- Hans Henkemans
- Robert Heppener
- Robert Herberigs
- Frank den Herder
- Pieter Hermsen

- Rozalie Hirs
- Margriet Hoenderdos
- Richard Hol
- Simeon ten Holt
- Harry van Hoof
- Jef Van Hoof
- Anthon van der Horst
- Rudy van Houten
- Nico Philipp Hovius
- Bernard Huijbers
- Gerard van Hulst
- Constantijn Huygens

## I
- Jan Ingenhoven

## J
- Tony Jabovsky
- Harrie Janssen
- Guus Janssen

- Willem Jeths
- Théo De Joncker

- Hans de Jong
- Marinus de Jong

## K
- Walter Kalischnig
- Dick Kattenburg
- Cor Kee
- Piet Kee
- Bart de Kemp
- Willem Kersters
- Willem Kes
- Otto Ketting
- Piet Ketting
- Geert van Keulen
- Tristan Keuris
- Hubert Kicken

- Arjan Kiel
- Hendrik van Kleev
- Henk Kleinmeijer
- Albert de Klerk
- Jos de Klerk
- Gerard Kockelmans
- Hans Kockelmans
- Jan Koetsier
- Servaes de Koninck
- Hans Koolmees
- Ton Kotter
- Rudolf Koumans

- Adriaan Kousemaker
- Hans Kox
- Onno Krijn
- Ton de Kruyf
- Elzard Kuhlman
- Kor Kuiler
- Hanna Kulenty
- Jos Kunst
- Andreas Kunstein
- Elisabeth Kuyper
- Yannis Kyriakides
- Roland Kuit

## L
- Wim Laman
- Guillaume Landré
- Willem Landré
- Daniël de Lange
- Samuel de Lange jr.
- Samuel de Lange sr.
- Coby Lankester
- Vanessa Lann
- André Laporte
- Wim Lasoen
- Pieter Leemans
- Antoon van Leest
- Charles van der Leeuw
- Reinbert de Leeuw
- Ton de Leeuw
- Adrianus Cornelis van Leeuwen

- Simon Petrus van Leeuwen
- Albert Lefèbvre
- Victor Legley
- Louis F. Leistikow
- Cor Lemaire
- Deodatus Alphonse Lemaire
- Jacques-Nicolas Lemmens
- Wouter Lenaerts
- Jos Lerinckx
- Lou Lichtveld
- Bertus van Lier
- Auguste Liessens
- Albert Lietaert
- Henri Lietaert
- Wim van Ligtenberg

- Henk van Lijnschooten
- Ignace Lilien
- Emile Limbor
- Robert van der Linden
- Llano
- Martin Lo-A-Njoe
- Theo Loevendie
- Abraham Dirk Loman
- Armand Lonque
- Georges Lonque
- Edward Loos
- Jean Louël
- Martin Lunssens
- Hermanus Thomas Lureman
- Guy-Philippe Luypaerts
- George Luyten

## M
- Adrianus Joannes Maas
- Arie Maasland
- Ernest Maes
- Jef Maes
- Léon Maes
- Sylvia Maessen
- Jan De Maeyer
- Antoine Mahaut
- Alfred Mahy
- Florian Magnus Maier
- Charles-Albert Maiscocq
- Pieter van Maldere
- Geert Malisse
- Roderik de Man
- Willem van Manen
- Gottfried Mann
- Daan Manneke
- Robert Mans
- Tera de Marez Oyens
- Johan Marin
- Louis Marischal
- Armand Marsick

- Frank Martin
- Emiel Henri Martony
- Jan Masséus
- Erik Mast
- Marcel Mattheessens
- Mathieu Max
- Johann Gabriël Meder
- August Meeus
- Lode Meeus
- Johan de Meij
- Chiel Meijering
- Herman Meima
- Cornelius Marten Mellema
- Karel Mengelberg
- Misha Mengelberg
- Rudolf Mengelberg
- Willem Mengelberg
- Hardy Mertens
- Gerardus Mes
- Wim Mertens

- Arthur Meulemans
- Herman Meulemans
- Marcel Minderhoud
- Marius Monnikendam
- Kors Monster
- Constant Moreau
- Renaat Mores
- Jan Morks
- Ivo Mortelmans
- Lodewijk Mortelmans
- Pierre Moulaert
- Raymond Moulaert
- Jeppe Moulijn
- Ruud Mourik
- Philemon Mukarno
- Jan Mul
- Frans Mulder
- Karel Muldermans
- Victor Petrus Ludovicus Muyldermans
- Roger Muylle

## N
- Jozef Nachtergaele
- Reza Namavar
- Mayke Nas
- Marianne der Nederlanden
- Gustaaf Nees
- Vic Nees
- Jan van Nerijnen

- Nico Neyens
- Frederik Neyrinck
- Alfons Nicolaï
- Willem Nicolaï
- Matty Niël
- Louis Noiret

- Anthonie van Noordt
- Claudine Novikow
- Jacobus Nozeman
- Toek Numan
- Frank Nuyts
- Gaston Nuyts

## O
- Carel Oberstadt
- Jacob Obrecht
- Johannes Ockeghem
- Kees Olthuis
- Peter van Onna

- Antoine Oomen
- Christina Viola Oorebeek
- Jacques van Oortmerssen
- Roel van Oosten
- Cornélie van Oosterzee

- Léon Orthel
- Willy Ostyn
- Ludwig Otten
- Rogier van Otterloo
- Willem van Otterloo

## P
- Wouter Paap
- Cornelis Padbrué
- Martijn Padding
- Johan Frederik Pala
- Jan Gerard Palm
- Jacobo Palm
- Rudolph Palm
- Clemens non Papa
- John Palm
- Jean-Baptiste de Pauw
- Maurice Pauwels
- Cor van der Peet

- Flor Peeters
- Marcel Peeters
- Rik Pelckmans
- Jef Penders
- Felipe Pérez Santiago
- David Petersen
- Bart Picqueur
- René Pieper
- Henk Pijlman
- Willem Pijper
- René Pisters
- Max van Platen

- Mark van Platen
- Koen Pletinckx
- Alex Poelman
- Olivier Pols
- Jos Pommer
- Ted Ponjee
- Luctor Ponse
- Marcel Poot
- Reijnold Popma van Oevering
- David Porcelijn
- Lucien Posman
- Jan Pouwels
- Armand Preud'homme

## R
- Robin de Raaff
- Dick Raaijmakers
- Harry H.M. Ramakers
- Jacob Rauscher
- Dick Ravenal
- Enrique Raxach
- Jacobus Andreas Reijnhoudt
- Jacques Reuland
- Nico Richter

- Cornelis Herminus Rijke
- Jos Rijken
- Richard Rijnvos
- Herman Roelstraete
- Johannes Röntgen
- Julius Röntgen
- Robert de Roos
- Jan Rokus van Roosendael
- Jan Ros

- Norbert Rosseau
- Joey Roukens
- Wim Ruessink
- Wim de Ruiter
- Claudia Rumondor
- Christian Friedrich Ruppe
- Daniël Ruyneman
- Florent Leonard Ruyssinck
- Joseph Ryelandt

## S
- Leo Samama
- Dirk Schäfer
- Paulus Schäfer
- Peter Schat
- Pi Scheffer
- Johan Schenck
- Wim T. Schippers
- Leander Schlegel
- Camille Schmit
- Willy Schobben
- Maurice Schoemaker
- Kees Schoonenbeek
- Willy Schootemeijer
- Freek H. Schorer
- Geert Schrijvers
- Léopold Schroeven
- Raymond Schroyens
- Cornelis Schuyt
- Nico Schuyt
- Frans Johan Schweinsberg
- Jan Segers
- Willem Frederik Siep
- Bernhard van den Sigtenhorst Meyer

- Marijn Simons
- Jan Willem Singerling
- Louis Slootmaeckers
- Marcel Slootmaeckers
- Jochem Slothouwer
- Leo Smit
- Reitze Smits
- Carl Smulders
- Wouter Snoei
- Willy Soenen
- Louis Somer
- Piet Souer
- André Souris
- Harry Sparnaay
- Hendrik Speuy
- Mathieu Spoel
- Jo Sporck
- Pieter van der Staak
- Piet Stalmeier
- George Stam
- Henk Stam
- Paul Steegmans
- Michel-Joseph Steenebruggen
- Julius Steffaro

- Pavel Steidl
- Frank Steijns
- Willem Pieter Steijn
- Paul Albin Stenz
- Cor Steyn
- Jan Stoeckart
- Joop Stokkermans
- Willem Stoppelenburg
- Joep Straesser
- Herman Strategier
- Dizzy Stratford
- Jean Strauwen
- Jules-Emile Strauwen sr.
- Pierre Strauwen
- Jules Strens
- Willem Strietman
- Erwin Strikker
- Gerrit Stulp
- Johannes Suykerbuyk
- Hans van Sweeden
- Jan Pieterszoon Sweelinck
- Piet Swerts
- Eric Swiggers

## T
- Jelle Tassyns
- Paul Termos
- Pierre Thielemans
- Sake Lieuwe Tiemersma
- Antonius Adrianus Maria Tierolff

- Louis Toebosch
- Jan Tollius
- Edward Top
- Karel Torfs
- Klas Torstensson

- Karel Trow
- Cornelius-Jean-Joseph Tuerlinckx
- Feike van Tuinen
- Pierre-Joseph Turine
- Merlijn Twaalfhoven

## V
- Adriaan Valk
- Nicolaes Vallet
- Anatole van Assche
- Theo Vanderpoorten
- Bram Van Camp
- Werner Van Cleemput
- Othon-Joseph Vandenbroecke
- Jan Roelof van der Glas
- Jan Van der Roost
- Armand Vanderhagen
- Jozef Van der Meulen
- Maarten Van Ingelgem
- Jan Van Landeghem
- Julien Vannetelbosch
- Annelies Van Parys
- Sebastiaan Van Steenberge
- René Vanstreels
- Rieks van der Velde

- Jacob ter Veldhuis
- Frans Ludo Verbeeck
- Theo Verbey
- Karel Verbiest
- Carl Verbraeken
- Renaat Veremans
- André Vergauwen
- Ary Verhaar
- Bart Verhallen
- Theodoor Verhey
- Johannes Verhulst
- Daan Verlaan
- Hans Vermeersch
- Hans Vermeulen
- Matthijs Vermeulen
- Jan Baptist Verrijt

- Josée Vigneron-Ramackers
- Joannes Josephus Viotta
- Lucas Vis
- Bart Visman
- Giel Vleggaar
- Henk de Vlieger
- Jo Vliex
- Leon Vliex
- Jan van Vlijmen
- Jan Vogel
- Willem Vogel
- Gon Voorhoeve
- Alexander Voormolen
- Martijn Voorvelt
- Bob Vos
- Klaas de Vries
- Guibert Vrijens

## W
- Jan van der Waart
- Hendrik Waelput
- Peter-Jan Wagemans
- Diderik Wagenaar
- Johan Wagenaar
- André Waignein
- Léon Walpot
- Franz Wangermée
- Unico Wilhelm van Wassenaer
- Daniël Wayenberg
- Pierre Weemaels
- Anton Weeren

- Melle Weersma
- Wytze Weistra
- Jan Welmers
- Suzanne Welters
- Victor Wentink
- Jan Werkman
- Rosy Wertheim
- Paul Christiaan van Westering
- Wilfried Westerlinck
- Lambert Wetzels
- Johan Wichers
- Wolfgang Wijdeveld

- Adriaan Willaert
- Steve Willaert
- Theo Willemze
- Alfred Willering
- Johann Wilhelm Wilms
- Juliaan Wittock
- Carl Wittrock
- Johannes M.A. Wolff
- Barbara Woof
- Nick Woud
- Klaas van der Woude
- Bald Wyntin

## Y
- Rocus van Yperen

## Z
- Kristoffer Zegers
- Frans Zielens
- Bob Zimmerman

- Robert Zuidam
- Belle van Zuylen

- Jan Zwart
- Bernard Zweers